# Sanctanus ornatipennis
Sanctanus ornatipennis är en insektsart som beskrevs av Carl Stål 1859. Sanctanus ornatipennis ingår i släktet Sanctanus och familjen dvärgstritar. Inga underarter finns listade i Catalogue of Life.